# Tibor Benedek
Tibor Benedek (Budapest el 12 de julio de 1972-Ibidem., 18 de junio de 2020) fue un jugador internacional de waterpolo húngaro.

## Clubes
- Újpest TE ( Hungría) (1989-1996)
- AS Roma ( Italia) (1996-2001)
- Pro Recco ( Italia) (2001-2004)
- Honvéd Domino ( Hungría) (2004- )

## Palmarés
Como jugador de club
- 5 veces campeón de la liga de Hungría
- Campeón de la copa LEN
- 2 veces campeón de la copa de Europa
- Campeón de la supercopa de Europa
- 2 veces campeón de la liga de Italia

Como jugador de la selección húngara de waterpolo
- Oro en los juegos olímpicos de Pekín 2008
- Bronce en el campeonato europeo de waterpolo Málaga 2008
- Plata en el campeonato mundial de waterpolo Melbourne 2007
- Plata en el campeonato europeo de waterpolo Belgrado 2006
- Oro en los juegos olímpicos de Atenas 2004
- Bronce en el campeonato europeo de waterpolo Kranj 2003
- Oro en el campeonato mundial de waterpolo Barcelona 2003
- Plata en la copa FINA de waterpolo de Belgrado 2002
- Bronce en el campeonato europeo de waterpolo Budapest 2001
- Oro en los juegos olímpicos de Sídney 2000
- Plata en el campeonato mundial de waterpolo Perth 1998
- Oro en el campeonato europeo de waterpolo Sevilla 1997
- Bronce en la copa FINA de waterpolo de Atenas 1997
- 4.º en los juegos olímpicos de Atlanta 1996
- Plata en el campeonato europeo de waterpolo Viena 1995
- Oro en la copa FINA de waterpolo de Atlanta 1995
- Plata en el campeonato europeo de waterpolo Sheffield 1993
- Plata en la copa FINA de waterpolo de Atenas 1993
- 6.º en los juegos olímpicos de Barcelona 1992
- Bronce en el campeonato del mundo de waterpolo Perth 1991